# Phractura tenuicauda
Phractura tenuicauda är en fiskart som först beskrevs av George Albert Boulenger 1902.  Phractura tenuicauda ingår i släktet Phractura och familjen Amphiliidae. IUCN kategoriserar arten globalt som livskraftig. Inga underarter finns listade i Catalogue of Life.